# Frans Ackerman

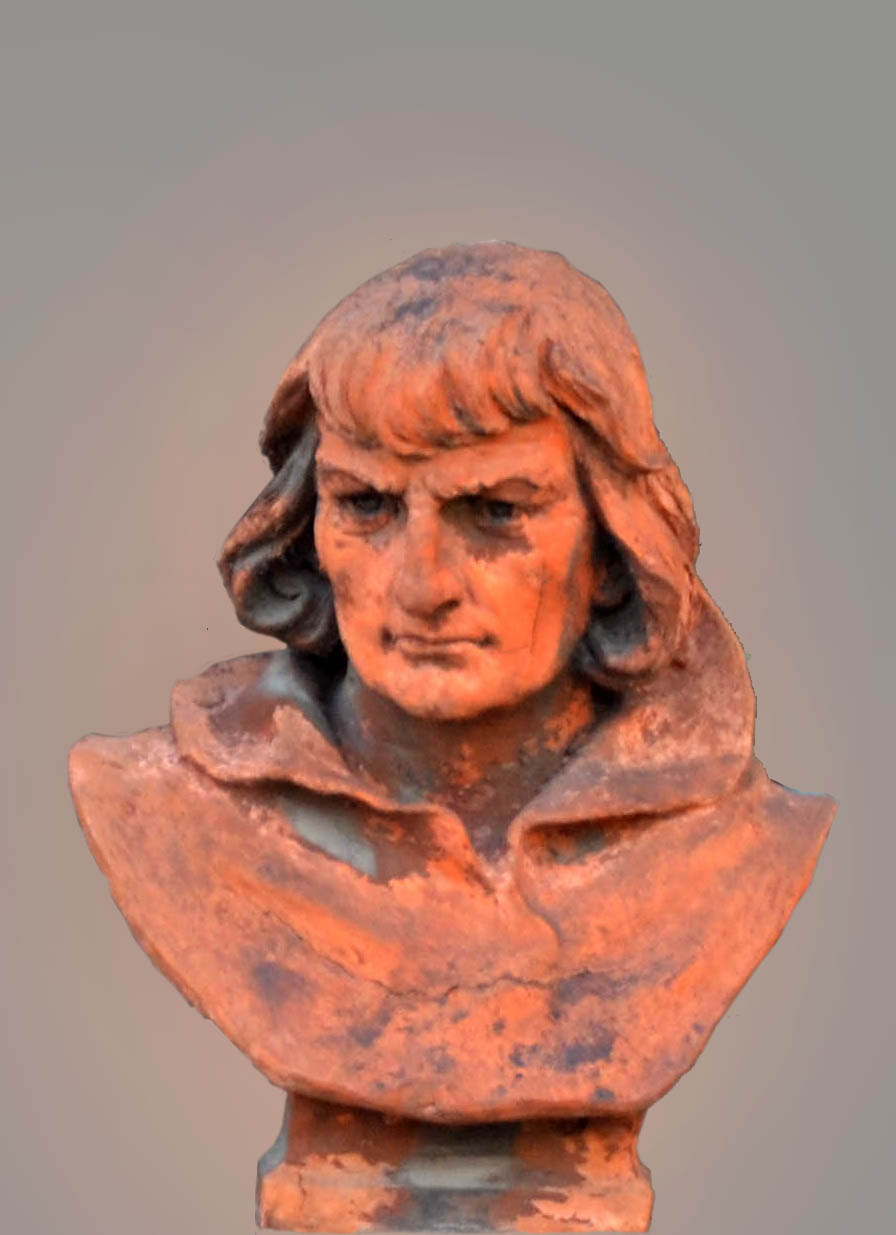
Frans Ackerman

Frans Ackerman (Gent, ca. 1330 - vermoord, Gent, 22 juli 1387) was een Gentse volksleider.
Frans Ackerman was afkomstig uit een Gentse voorname familie en werd door Filips van Artevelde benoemd tot korpsoverste van de 3000 reisers, een groep partizanen die de toegangswegen rond Gent openhielden. Hij was een van de voormannen van de Gentse opstand tegen Lodewijk van Male en nam onder meer deel aan de Slag op het Beverhoutsveld (3 mei 1382).
Na de dood van Filips van Artevelde in de Slag bij Westrozebeke (27 november 1382) nam hij samen met Pieter van den Bossche de algemene leiding over. Ackerman zegevierde in de Slag bij Duinkerke. De dood van Lodewijk van Male betekende nog niet dadelijk het einde van de gevechten. Ackerman veroverde de stad Damme, maar werd zes weken lang belegerd door het leger van de Franse koning Karel VI. De beloofde Engelse hulp kwam er niet, en Ackerman moest op zijn eentje het beleg doorbreken. In juli 1385 werd Damme ingenomen door 1300 Gentenaars onder Frans Ackerman, die zo de Franse koning Karel VI afsneden van de vloot in Sluis waarmee hij Engeland plande binnen te vallen. Karel kwam met Filips de Stoute de stad belegeren, maar Ackerman bood stevig weerwerk met behulp van Engelse boogschutters en een batterij kanonnen. Ackerman en zijn staf slopen op 16 augustus heimelijk weg uit de belegerde stad, wellicht omdat hij informatie had dat in Gent aan de poten van zijn regime werd gezaagd. De achtergebleven troepen vochten voor hun leven en probeerden op 26 augustus ook door de linies te komen, maar ze werden ontdekt, achternagezeten en gedood. 's Anderendaags werd de stad door de Fransen bestormd en in de as gelegd.
Hij was onderhandelaar tijdens de vredesgesprekken met de Bourgondische hertog Filips de Stoute die getrouwd was met Margaretha van Male, de dochter en erfgename van Lodewijk van Male. Op 18 december 1385 werd uiteindelijk de Vrede van Doornik ondertekend, waardoor de Gentse privileges werden hersteld en voor elke vorm van verzet amnestie gold. Gent moest wel haar verbond met Engeland opgeven en de koning van Frankrijk erkennen.
Ackerman weigerde een functie aan het hof van de hertog van Bourgondië en werd op 22 juli 1387 vermoord in de Sint-Pietersabdij door de zoon van de heer van Herzele die hem de schuld gaf voor de dood van zijn vader.
- Gemeinsame Normdatei: 138529183
- Virtual International Authority File: 90812332
- WorldCat: E39PBJmy3tBqGfXTPbRkKT8DMP